# Schutzgas
Als Schutzgas wird ein Gas oder Gasgemisch bezeichnet, das die Aufgabe hat, die Luft der Erdatmosphäre zu verdrängen, vor allem den Sauerstoff der Luft.

## Lebensmittel
Schutzgas wird häufig in der Verpackung von Lebensmitteln verwendet. Die Schutzgasatmosphäre besteht je nach zu verpackendem Lebensmittel aus natürlichen, geruchlosen und geschmacksneutralen Bestandteilen der Luft, z. B. Kohlenstoffdioxid (CO2) oder Stickstoff (N2) bzw. wie bei Frischfleisch aus Sauerstoff (O2), deren Mengenanteile in Abhängigkeit vom Produkt variieren.
Schutzgase sind keine Zusatzstoffe im Sinne des Lebensmittelgesetzes. Sie sind lebensmittelrechtlich unbedenklich und müssen nicht deklariert werden. Eine Kennzeichnung gemäß § 9 (7) der Zusatzstoff-Zulassungsverordnung ist aber erforderlich: „Unter Schutzatmosphäre verpackt“.

## Metalltechnik

### Schweißtechnik

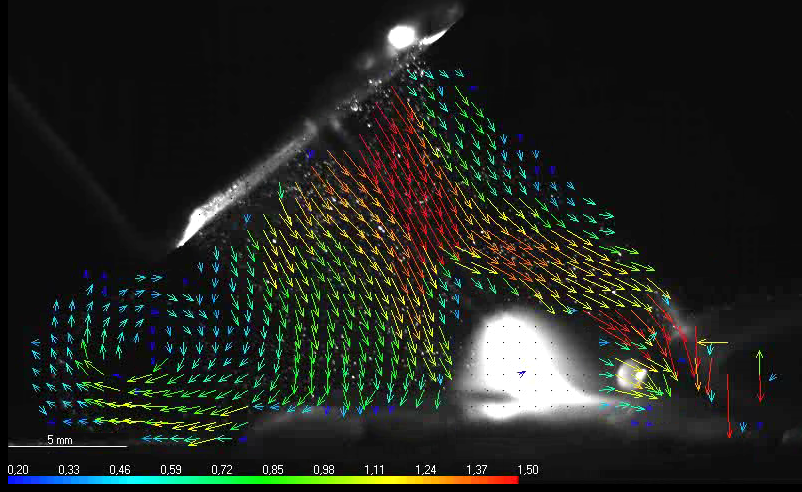
Visualisierung der Schutzgasströmung durch PIV am MSG-Impulslichtbogen

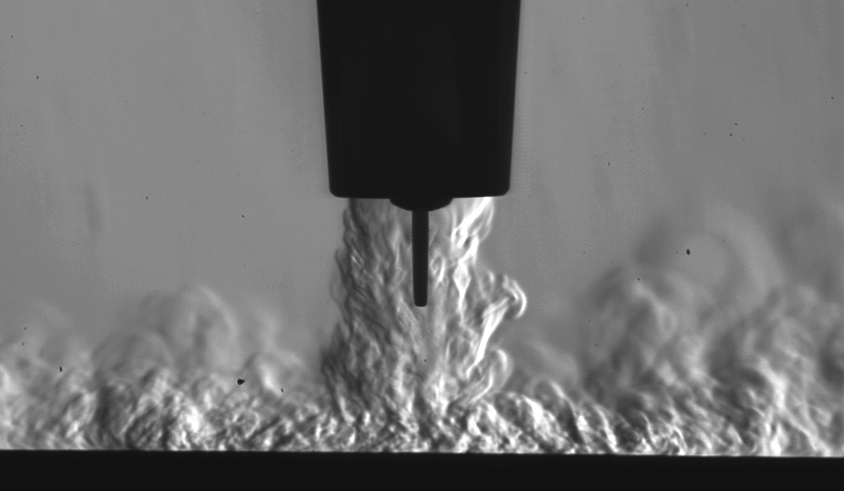
Visualisierung der Gasströmung durch Schlierentechnik am Schutzgasfreistrahl

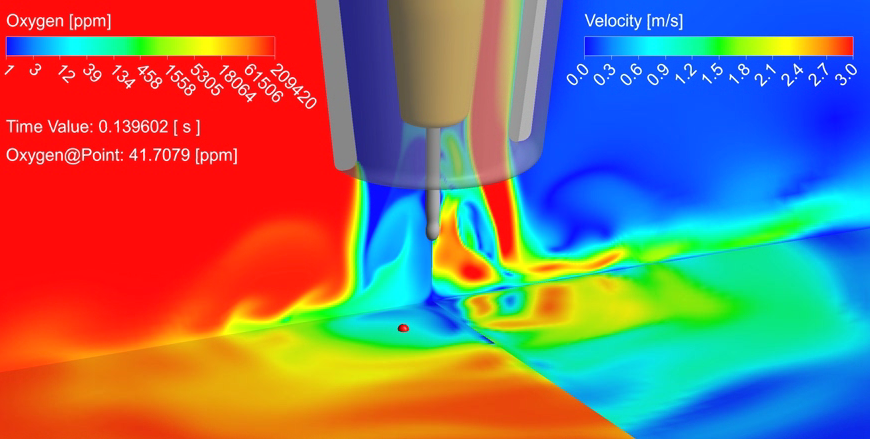
Numerische Simulation der Sauerstoffkonzentration und der Geschwindigkeit im Schutzgasfreistrahl

Beim Schutzgasschweißen werden der Lichtbogen und das Schmelzbad durch ein Schutzgas vor dem Zutritt von Atmosphärengasen (N2, O2, H2) geschützt. Dadurch wird verhindert, dass das Metall mit dem Luftsauerstoff reagiert (Korrosion, Verbrennung) oder auf metallurgische bzw. mechanische Weise Poren im Schmelzgut entstehen. Besonders wichtig ist ein hochwertiger Gasschutz für hochlegierte Stähle, aber auch für Leichtmetalle wie Aluminium, Magnesium oder Titan. Ist die Qualität der Gasabdeckung unzureichend, können je nach Werkstoff und Randbedingungen Anlauffarben, Rußablagerungen, vermehrter Schweißspritzerauswurf, Poren oder sogar Gefügebeeinträchtigungen entstehen. Neben der reinen Schutzfunktion kann mit der Schutzgasauswahl aber auch die Nahtform, die Spaltüberbrückbarkeit, das Zündverhalten, die Lichtbogenstabilität oder der Tropfenübergang beeinflusst werden.
Man unterscheidet beim Schutzgasschweißen nach DIN 1910–100 zwischen Metall-Schutzgasschweißen (MSG) und Wolfram-Schutzgasschweißen (WSG) sowie deren Unterverfahren. Die verwendeten Schutzgase variieren je nach Verfahren, Werkstoff oder speziellen Prozessanforderungen. Schutzgase für das Metall-Schutzgasschweißen von un- und niedriglegierten Stählen sind z. B. CO2 oder Gemische aus Argon und CO2. Für hochlegierte Stähle werden in der Regel argonreiche Mischgase eingesetzt, die nur wenige Prozent O2 oder CO2 enthalten. Aluminium, Magnesium oder Titan werden in der Regel mit Argon bzw. Argon-Helium-Gemischen geschweißt. Sind aktive Komponenten wie O2 oder CO2 oder H2 im Schutzgas enthalten, spricht man nach DIN EN ISO 14175 und DIN 1910–100 von Metall-Aktivgasschweißen. Werden ausschließlich Argon oder Helium bzw. deren Gemische verwendet, spricht man von Metall-Inertgasschweißen. Die Vielfalt der standardisierten Gasgemische ist inzwischen sehr groß. Als Gemischkomponenten kommen Argon, Helium, Kohlenstoffdioxid, aber auch Sauerstoff, Wasserstoff und Stickstoff in Frage. Eine Klassifizierung der Schutzgase gibt die europäische Norm DIN EN ISO 14175 „Gase und Mischgase für das Lichtbogenschweißen und verwandte Prozesse“.
Die Qualität der jeweiligen Schutzgase wird bei handelsüblichen Gasflaschen mit einem Code angegeben: Elementbezeichnung – Anzahl der führenden Neunen – Punkt – Ziffer der Restunreinheit. Beispiel: Ar 5.4  bedeutet 5 Neunen und dann Ziffer 4, also: Argon mit 99,9994 Prozent Argonanteil. Die Unreinheit beträgt folglich 0,0006 Prozent.
Eine gute Schutzgasabdeckung hängt in entscheidendem Maße von der strömungstechnischen Konstruktion des Schweißbrenners und den richtig gewählten Randbedingungen in der Schweißfertigung ab. Für die Visualisierung und Bewertung der Gasströmung und der resultierenden Gasabdeckung am Werkstück werden in Wissenschaft und Industrie sowohl diagnostische als auch numerische Methoden der Strömungsanalyse eingesetzt.
Zur diagnostischen Visualisierung der Gasströmung kommen die Methoden der Schlierentechnik oder der Particle Image Velocimetry (PIV) zum Einsatz. Durch die Sauerstoffmessung kann die Qualität der Schutzgasabdeckung unter Berücksichtigung des Lichtbogens im Labor quantitativ ermittelt werden.
Neben den Methoden der diagnostischen Strömungsanalyse kann die Schutzgasströmung von Schweißprozessen auch mit Hilfe numerischer Strömungssimulation analysiert werden. Vorteile der numerischen Simulation liegen in der Möglichkeit, Strömungen auch in kleinen, verdeckten Bereichen innerhalb des Schweißbrenners zu visualisieren sowie komplexe physikalische Zusammenhänge zeitlich und örtlich hochaufgelöst zu beschreiben. Ursache-Wirkungs-Zusammenhänge können sehr gut erkannt und auf ihre physikalischen Ursachen zurückgeführt werden.

### Härtetechnik
Ebenso findet Schutzgas Anwendung in der Härtetechnik für die Atmosphäre in der Härteanlage, da gasförmiger Stickstoff oder Wasserstoff  verhindert, dass Sauerstoff den zu härtenden Stahl verändert. Das Schutzgas brennt somit im Ofeneinlauf ab. Damit bleibt die Oberfläche des gehärteten Werkstücks glänzend blank und gleichzeitig fallen weniger Rückstände an, die sonst mühsam aus dem Abschreckmedium ausgefiltert werden müssten.

### Stranggießen
Beim Stranggießen wird beim Umfüllen des flüssigen Metalls zwischen Gießpfanne und Verteilerwagen meist ein Schattenrohr verwendet, um Oxidation und Stickstoff-Eintrag zu vermeiden. Hierzu wird das Schattenrohr mit einem Schutzgas, in der Regel Argon, gefüllt.

### Additive Fertigung metallischer Bauteile
Beim 3D-Druck von Metallen werden Schutzgase wie Argon oder Stickstoff eingesetzt, um Oxidation und Porenbildung zu vermeiden. Auch bei der nachfolgenden Wärmebehandlung, etwa beim Spannungsarmglühen oder Heißisostatischen Pressen, sind Schutzgase notwendig.

## Elektrotechnik
In der Elektrotechnik wird Schutzgas verwendet, um die Leitfähigkeit in der Umgebung von Schaltkontakten herabzusetzen. Dies dient der Funkenlöschung.